# Звишаване
Звишаване (енгл. Zvishavane; до 1983. носио је име Шабани) је рударски град у покрајини Мидлендс, Зимбабве. Звишаване је име, за које се каже да потиче од „zvikomo zvishava“, што значи "црвена брда", што се пак односи на многа околна ниска брда која се одликују црвеном земљом.
Има приватни аеродром који опслужује град.

## Становништво
Становништво Звишаване је значајно порасло последњих деценија због процвата рударских активности. Према попису становништва из 1982. године, град је имао 26.758 становника. До 1992. овај број је порастао на 32.984. Становништво је додатно порасло на 35.128, 2002. године и 45.325 до 2012. године.

## Познате личности
- Емерсон Мнангагва - председник Зимбабвеа
- Џуди Крум - романописац